# Casa de Händel
Nota: se você procura a casa de Händel em Londres consulte Museu Casa de Handel
A Casa de Händel (Händel-Haus) é um museu histórico de Halle an der Saale, na Alemanha, dedicado à preservação da memória e ao estudo e divulgação da obra do músico Georg Friedrich Händel.
A casa é aquela em que o compositor nasceu. Depois de passar por vários proprietários, em 1937 foi adquirida pela municipalidade. A partir daí passou-se a recolher um acervo para a constituição de um futuro museu. Em 1948 a casa foi restaurada e foi reaberta em parte como um memorial a Händel e em parte como um museu municipal de música. Em 1983 foi fundado o Händel-Zentrum e a casa passou à sua administração. Dois anos depois, casas vizinhas foram anexadas ao museu. Com a dissolução do Händel-Zentrum em 1992 a Casa de Händel se tornou uma instituição autônoma e o centro dos estudos händelianos em Halle.
Seu acervo conta com mais de 700 instrumentos musicais e mais de mil manuscritos de várias fontes. Também guarda uma coleção de pinturas, livros e gravuras. Além de museu e memorial, a Casa de Händel é palco de concertos dedicados a Händel e um centro de estudos especializados na vida e obra do músico, editando várias publicações e mantendo o projeto de edição de suas obras completas, que deve ser publicada em 2023 em 116 volumes, de acordo com a previsão atual.